# The Painted Lady (film 1912)
The Painted Lady è un cortometraggio muto del 1912 diretto da D.W. Griffith.

## Trama
Una solitaria ragazza di campagna incontra uno straniero in una gelateria e se ne innamora. L'uomo però la frequenta solo perché interessato a scoprire dove il padre di lei nasconde il denaro. Dopo una serie di incontri clandestini sotto un pergolato, il malfattore si introduce in casa per scassinare la cassaforte. Sentito il rumore, la ragazza lo coglie in flagrante e, senza riconoscerlo giacché è mascherato, gli spara, ammazzandolo. Le conseguenze saranno traumatiche: quando si rende conto di aver ucciso il proprio amante, essa sprofonda nella follia. Sotto gli occhi disperati del padre, la ragazza si chiude in un suo mondo immaginario, continuando a rivivere i suoi incontri amorosi, finché non crolla a terra morta.

## Produzione
Il film fu prodotto dalla Biograph Company.

## Distribuzione
Distribuito dalla General Film Company, il film - un cortometraggio di una bobina - uscì nelle sale cinematografiche statunitensi il 24 ottobre 1912.
Ne venne fatta una riedizione distribuita sul mercato americano il 10 dicembre 1915.
Il 10 dicembre 2002, la Kino lo ha inserito in un'antologia di 362 minuti in totale, riversato in un DVD distribuito con il titolo Griffith Masterworks: Biograph Shorts (1908-1914) che presentava oltre una ventina di cortometraggi di David Wark Griffith.